# Lawe Lubang Indah
Lawe Lubang Indah is een bestuurslaag in het regentschap Aceh Tenggara van de provincie Atjeh, Indonesië. Lawe Lubang Indah telt 232 inwoners (volkstelling 2010).